# لویی کلرو

لویی کلرو ریاضی‌دان اهل سوییس - حوالی ۱۹۰۹

لویی کلرو (به فرانسوی: Louis Kollros) (زاده ۷ می ۱۸۷۸ در لشو دو فوند- درگذشته ۱۹ ژوئن ۱۹۵۹ در زوریخ) ریاضی‌دان و تاریخ‌نگار ریاضیات اهل سوییس بود. او از ۱۹۰۹ تا ۱۹۴۹ استاد انستیتو تکنولوژی فدرال زوریخ بود.
پدرش نانوا بود و او در انستیتو تکنولوژی فدرال زوریخ تحصیل فیزیک و ریاضیات را آغاز کرد و اینجا با آلبرت آینشتاین و مارسل گروسمان همدوره بود. پس از دانش آموختگی در دبیرستانی در زادگاهش لشو دو فوند به تدریس پرداخت و سپس در دانشگاه گوتینگن نزد هرمان مینکوفسکی و داوید هیلبرت تحصیلات ریاضیش را ادامه داد و در دانشگاه زوریخ با سرپرستی مینکوسکی درجه دکترا را با تزی درباره تقریب همزمان به دست آورد. در انستیتو تکنولوژی فدرال زوریخ که مارسل گروسمان نیز در آنجا بود، کلرو کرسی استادی هندسه به زبان فرانسه را به دست گرفت.
کلرو همچنین به تاریخ ریاضیات پرداخت و زندگینامه اواریست گالوا و یاکوب اشتاینر را در کتابش «عناصری از ریاضیات» به چاپ رساند.

## آثار
- Géométrie descriptive, Orell Füssli, Zürich 1918
- Cours de géométrie projective, Griffon, Neuenburg 1946